# Schloss Polhov Gradec

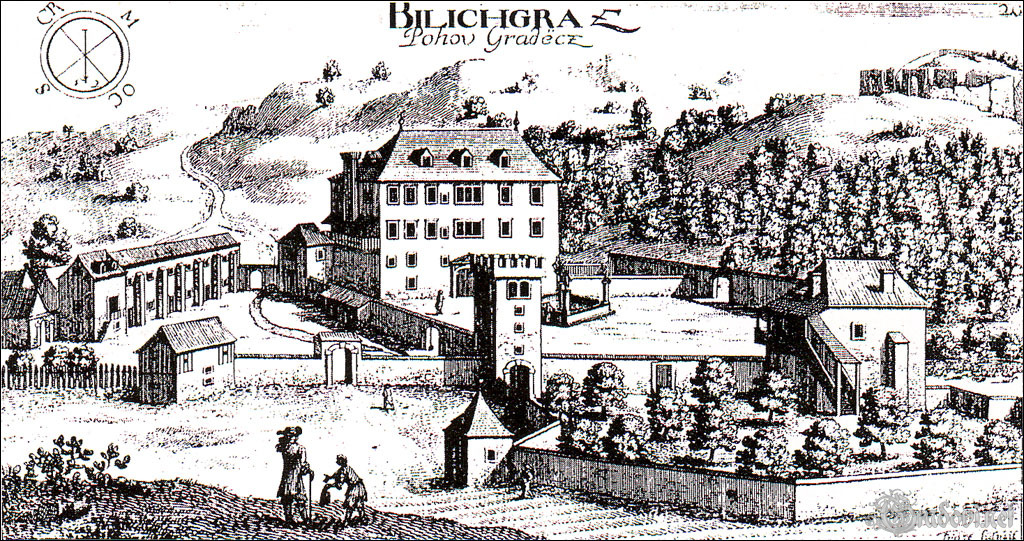
Schloss Billichgrätz und die Ruine der Alten Burg, Valvasor 1679

Das Schloss Polhov Gradec, slowenisch Grad Polhov Gradec, auch Polhograjska graščina (historische deutsche Namen: Schloss Billichgratz, Schloss Billichgrätz) ist ein Herrenhaus in der Ortschaft Polhov Gradec der Gemeinde Dobrova-Polhov Gradec im Hügelland von Polhov Gradec in der historischen Region Oberkrain in Zentralslowenien.
Heute ist das Schloss Standort des Museums für Post und Telekommunikation im Schloss, Zweigstelle des Slowenischen Technikmuseums.

## Lage
Das Anwesen befindet sich am nördlichen Rand der Siedlung unterhalb der Polhograjska Gora, am rechten Ufer des Božna-Bachs.

## Geschichte
Eine Burg Polhov Gradec wurde erstmals 1261 unter dem deutschen Namen Pilchgrez in schriftlichen Aufzeichnungen erwähnt (Pilchgraez im Jahr 1269 und einfach Graetz im Jahr 1291; vgl. neuzeitliches Deutsch Billichgra(t)z). All dies leitet sich vom slowenischen Namen der Siedlung ab, wobei das letzte Element – grätz – vom slowenischen gradec „kleine Burg“ abgeleitet ist. Der erste Teil des Namens leitet sich von einem Personennamen, Polh oder Povh, ab; der Name bedeutet daher „Polhs (kleine) Burg“.
Diese erste Burg Billichgrätz stand auf dem heutigen Hügel Stari grad - Kalvarija oberhalb des heutigen Herrenhauses. 1511 wurde die Burg durch ein Erdbeben schwer beschädigt und 1515 im Rahmen des Windischen Bauernaufstandes zerstört. Der Adelssitz wurde danach von der Oberburg auf die Unterburg verlegt, heute Schloss Polhov Gradec.
Im Jahr 1588 wurde das heutige Schloss von Georg Khisl von Kaltenbrunn erworben. In dieser Zeit entstand das heutige Erscheinungsbild als Herrenhaus, wie es in der Mitte des 16. Jahrhunderts von Johann Weichard von Valvasor gezeichnet und veröffentlicht wurde. Zwischen 1618 und 1642 war die Familie Moscon Eigentümerin, gefolgt von den Familien Edling und Troppenau.
1658 kam das Anwesen in den Besitz von Max Anton Kunstl von Baumgarten. Dieser war um 1668 als Freiherr von Billichgräz in den Krainer Adelsstand erhoben worden.
In der ersten Hälfte des 19. Jahrhunderts ging das Anwesen durch Heirat in den Besitz der Familie Ursini-Blagaj über. 1808 heiratete die siebzehnjährige Baronin Antonia von Billichgräz, Miteigentümerin des Schlosses, den Grafen Richard Ursini-Blagaj (1786 bis 1858). Durch ihn wurde das Herrenhaus zum Treffpunkt der Anhänger der Aufklärung. Graf Ursini-Blagaj, der das Gut fünfzig Jahre lang verwaltete, unterstützte und förderte die Entwicklung der Landwirtschaft und der Heimindustrie in der Region. Im Jahr 1875 kaufte Luiza Urbančič aus Preddvor das Anwesen.
Die letzte Besitzerin war Ana Delago, eine Großnichte der Dichterin Josipina Turnograjska, bis zu ihrer Vertreibung am 18. Dezember 1945. Danach wurde das Herrenhaus verstaatlicht und geplündert. Bis 1969 war im Schloss eine Grundschule untergebracht, danach blieb das Schloss dem Verfall überlassen, bis es in den 1990er Jahren vom Regionalinstitut für den Schutz des Kulturerbes Ljubljana restauriert und renoviert wurde.
Im Jahr 1999 wurde das Gebäude zusammen mit dem Park zum Kulturdenkmal von nationaler Bedeutung erklärt und im Jahr 2008 an das Technische Museum Sloweniens übergeben.

## Beschreibung
Das mehrstöckige Nord-Süd ausgerichtete Herrenhaus steht am Rande eines Schlossparks mit barocken Bepflanzungen und einem Renaissance-Brunnen. Das Schloss verfügt über eine Kapelle mit Stuck aus dem 17. Jahrhundert. Nördlich des Herrenhauses befindet sich in der Schlossmauer neben dem breiten Portaleingang mit einem kleinen Wappen ein freistehender fünfstöckiger Turm mit Biforium und Pyramidendach. Südwestlich des Schlosses stehen Reste der Wirtschaftsgebäude.

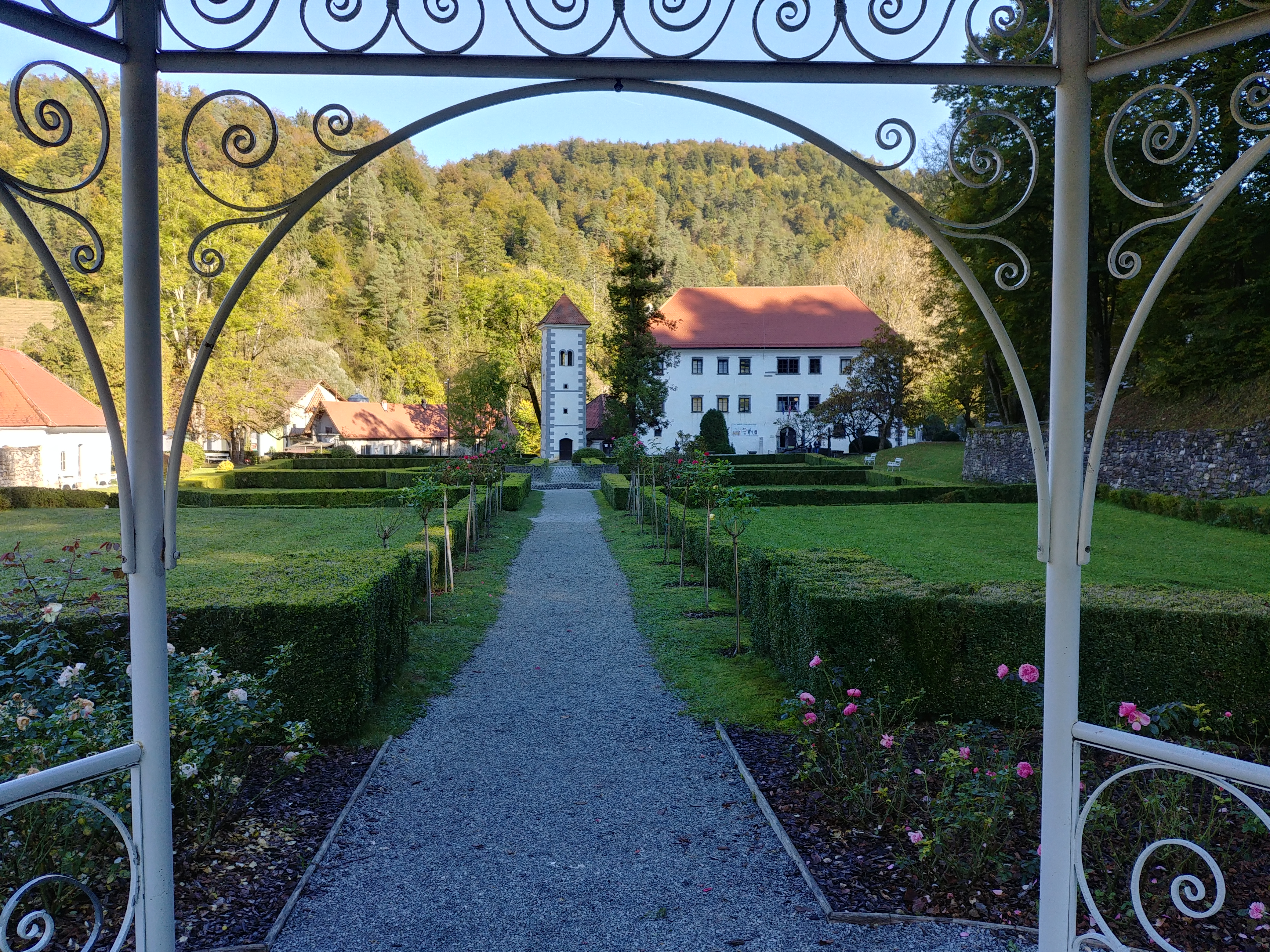
Blick von Westen über den erhaltenen Schlosspark nach Osten zum Schloss
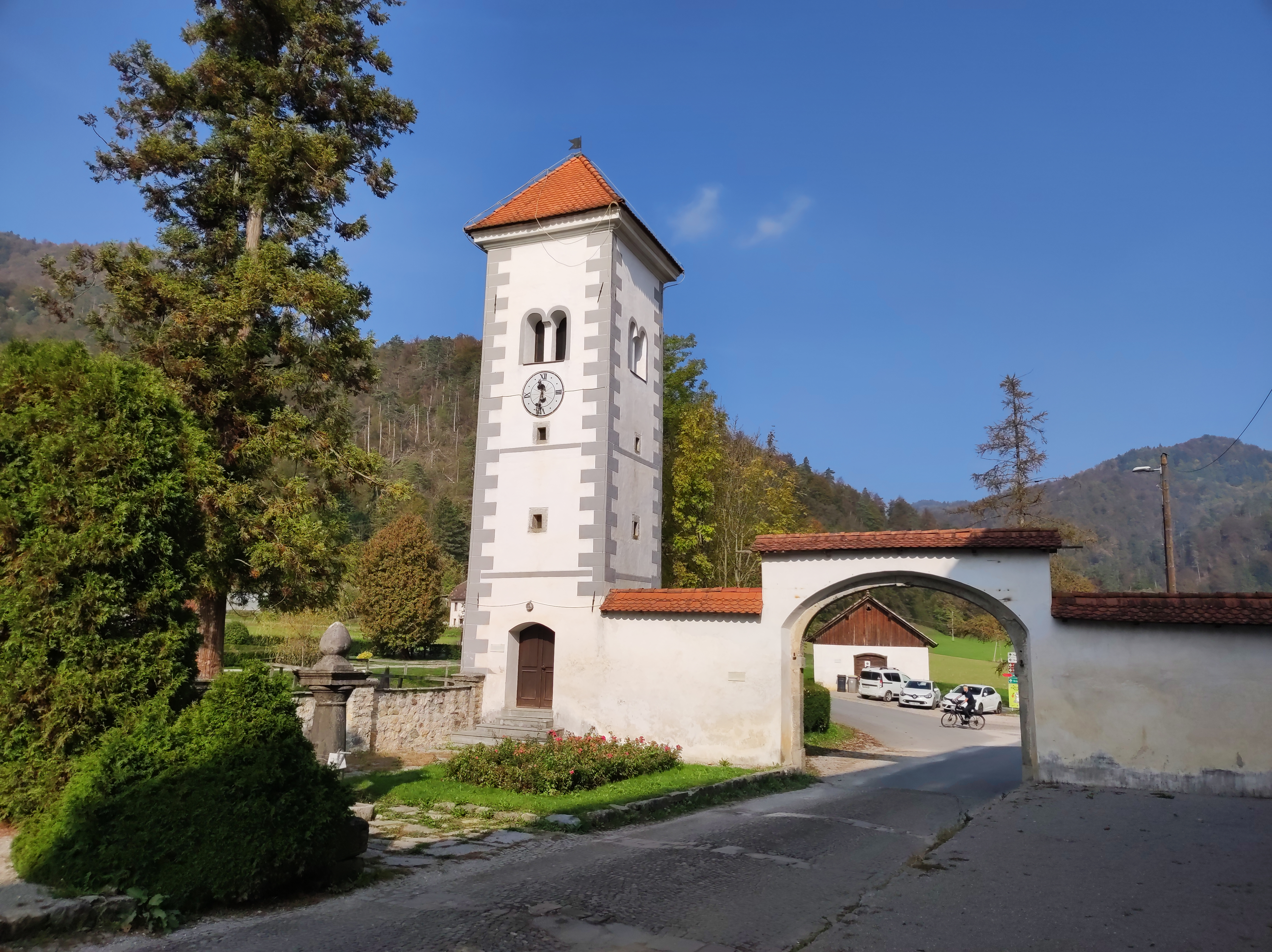
Turm und Portaleingang an der nördlichen Schlossmauer
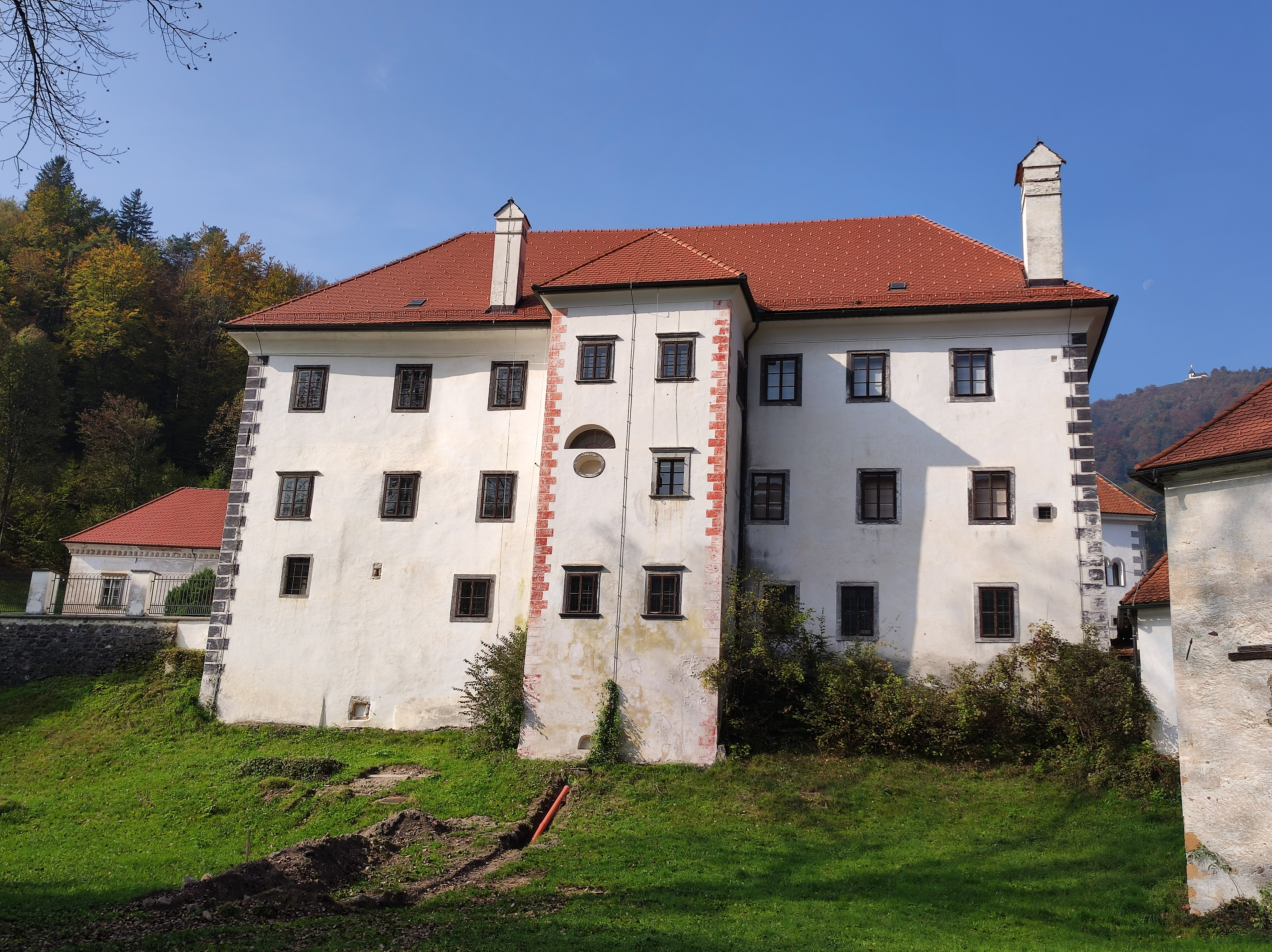
Rückseite des Schlosses mit Treppenturm
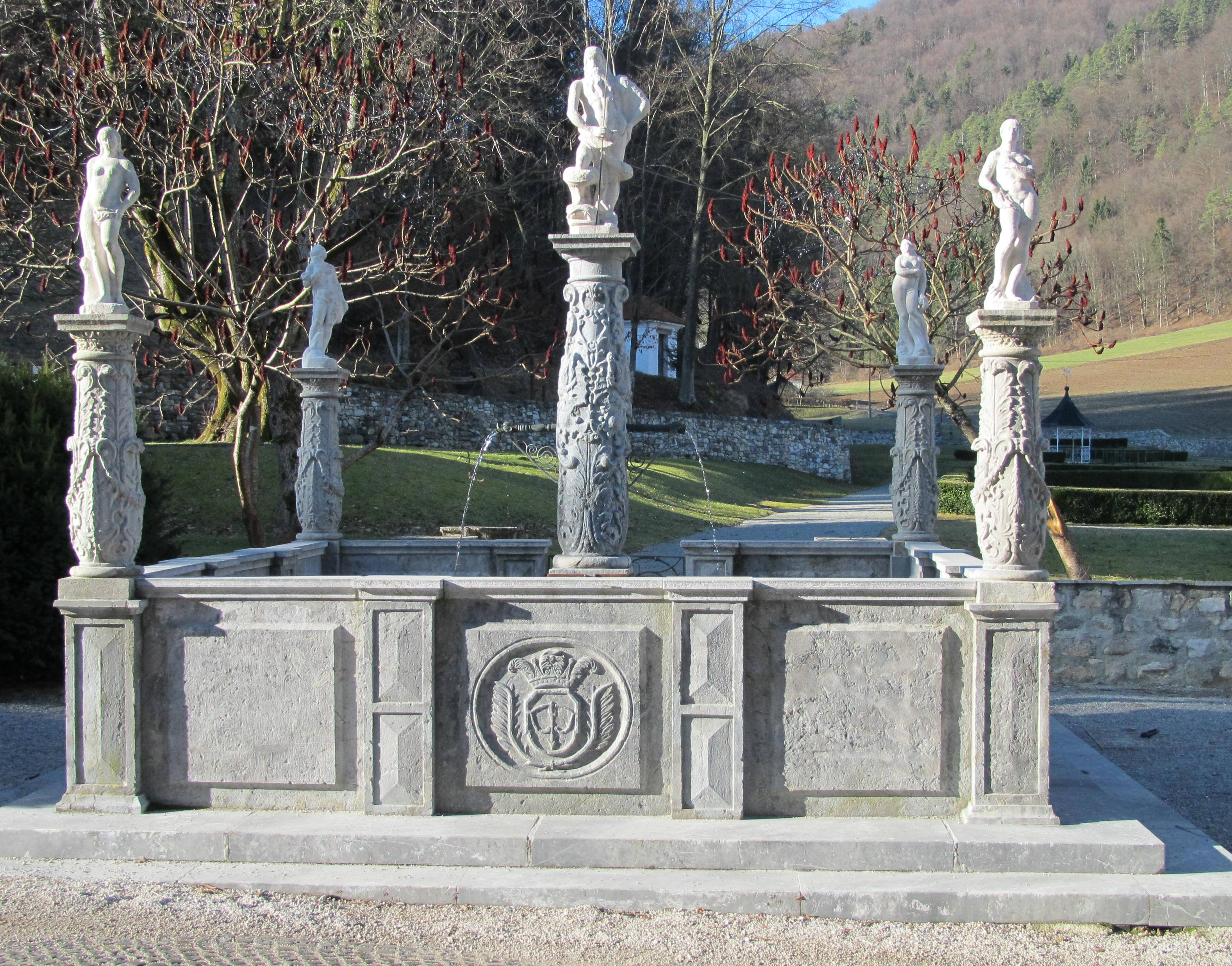
Der Neptunbrunnen im Schlosspark